# آباشا
آباشا (به گرجی: აბაშა) شهری در استان سامگرلو-زمو سوانتی گرجستان است. جمعیت این شهر طبق سرشماری سال ۲۰۰۹ میلادی ۶٬۳۰۰ نفر بوده‌است.